# Meg Bellamy
Megan Kate Smith (Wokingham, Reino Unido, 9 de octubre del 2002), conocida artísticamente como Meg Bellamy, es una actriz inglesa. Es conocida por su papel de Catalina de Gales en la sexta temporada de la serie de Netflix The Crown y también en la película The Prince of Savile Row (2021).

## Biografía
Bellamy creció en Wokingham, Berkshire. Asistió a la escuela St Crispin's, donde se desempeñó como directora senior y participó en las artes escénicas.

## Carrera profesional

### En el cine
En septiembre de 2022, se anunció que haría su debut como actriz profesional interpretando a una joven Kate Middleton junto a Ed McVey como el Príncipe Guillermo en la sexta temporada de la serie biográfica de Netflix The Crown. Las primeras imágenes de Bellamy y McVey caracterizados se revelaron en marzo de 2023, y la temporada se estrenó ese mismo año, en noviembre.

### En el teatro
En 2024, Bellamy hizo su debut profesional en el escenario como Jean Purdy en A Child of Science, una obra sobre la creación de la FIV, en el Bristol Old Vic con Tom Felton y Adelle Leonce.

## Filmografía
| Año  | Título                   | Rol            | Notas        |
| ---- | ------------------------ | -------------- | ------------ |
| 2021 | The Prince of Savile Row | Janice         | Cortometraje |
| 2023 | The Crown                | Kate Middleton | Temporada 6  |